# Psilotrichum gnaphalobryum
Psilotrichum gnaphalobryum är en amarantväxtart som först beskrevs av Ferdinand von Hochstetter, och fick sitt nu gällande namn av Schinz. Psilotrichum gnaphalobryum ingår i släktet Psilotrichum och familjen amarantväxter. Inga underarter finns listade i Catalogue of Life.